# Müllergraben
Müllergraben je naselje v Občini Mali Šentpavel v Okraju Šentvid ob Glini na Koroškem v Avstriji.